# تريفون إيفانوف
تريفون إيفانوف (بالبلغارية: Трифон Иванов)‏ مواليد 27 يوليو 1965 في فيليكو ترنوفو - الوفاة 13 فبراير 2016 في بلغاريا، كان لاعب كرة قدم بلغاري كان يلعب كمدافع. سبق له أن لعب في كأس العالم لكرة القدم مع منتخب بلاده. لعب خلال مسيرته 353 مباراة سجل خلالها 45 هدفاً.

## المسيرة الاحترافية

### أندية لعب لها
- سسكا صوفيا
- ريال بيتيس
- نادي نوشاتل زاماكس
- رابيد فيينا
- أوستريا فيينا

## روابط خارجية
- تريفون إيفانوف على موقع الاتحاد الدولي (مؤرشف)  (الإنجليزية)
- تريفون إيفانوف على موقع الاتحاد الأوربي (الإنجليزية)
- تريفون إيفانوف على موقع قاعدة بيانات كرة القدم.إي يو (الإنجليزية)
- تريفون إيفانوف على موقع ناشيونال فوتبول تيمز (الإنجليزية)
- تريفون إيفانوف على موقع عالم كرة القدم.نت (الإنجليزية)